# Unione dei comuni del Golfodianese e i suoi Borghi
L'Unione dei comuni del Golfodianese e i suoi Borghi è stata un'unione di comuni della Liguria, in provincia di Imperia, formata dai comuni di Cervo, Diano Arentino, Diano Castello, San Bartolomeo al Mare e Villa Faraldi.

## Storia
L'unione è nata con atto costitutivo del 3 febbraio 2014 firmato nel teatro Concordia di Diano Castello dai rappresentanti locali del Golfo Dianese.
Alla data della sua istituzione è stata la prima in provincia di Imperia.
L'ente locale aveva sede a San Bartolomeo al Mare. Il primo presidente, eletto nel marzo 2014, è stato Adriano Ragni; nella stessa assemblea elettiva è stato approvato dal neo consiglio dell'Unione il cambio di dominazione dell'ente aggiungendo al nome costitutivo "e i suoi Borghi".

## Descrizione
L'unione dei comuni comprendeva quella parte del territorio imperiese denominato Golfodianese che già in epoca medievale vide un'alleanza geopolitica con l'istituzione nel 1172 della Communitas Diani con sede nel borgo di Diano Castello.
Rispetto ad una realtà comprensoriale più ampia, con dei servizi alla cittadinanza del territorio dianese già condivisi, all'unione di comuni non hanno aderito le municipalità di Diano Marina (considerato come il "comune capofila") e Diano San Pietro. 
Per statuto l'Unione si occupava di questi servizi:
- gestione della Protezione civile;
- gestione della Polizia locale;
- gestione dei servizi sociali;
- gestione amministrazione generale, personale, finanziaria e contabile;
- controllo;
- sportello unico attività produttive;
- stazione unica appaltante;
- ufficio relazioni con il pubblico;
- ufficio tecnico e servizi informatici.

## Amministrazione
| Periodo          | Periodo          | Primo cittadino | Partito                           | Carica                               | Note  |
| ---------------- | ---------------- | --------------- | --------------------------------- | ------------------------------------ | ----- |
| 26 marzo 2014    | 26 maggio 2014   | Adriano Ragni   | sindaco di San Bartolomeo al Mare | presidente del Consiglio dell'Unione |       |
| 26 luglio 2014   | 11 febbraio 2017 | Corrado Elena   | sindaco di Villa Faraldi          | presidente del Consiglio dell'Unione |       |
| 11 febbraio 2017 | febbraio 2017    | Roberto Damonte | sindaco di Diano Castello         | presidente del Consiglio dell'Unione | [ 4 ] |
| 15 marzo 2017    | in carica        | Corrado Elena   | sindaco di Villa Faraldi          | presidente del Consiglio dell'Unione |       |